# Charles Tournemire

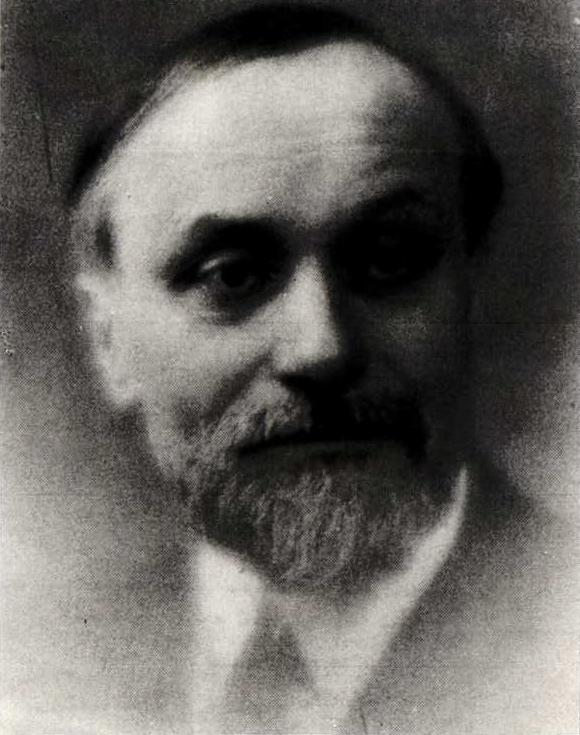
Charles Tournemire, 1910

Charles Arnaud Tournemire (* 22. Januar 1870 in Bordeaux; † 4. November 1939 in Arcachon) war ein französischer Organist und Komponist.

## Leben
Charles Tournemire absolvierte in Paris seine musikalischen Studien bei César Franck (Orgel und Kontrapunkt), Charles-Marie Widor (Orgel), Vincent d’Indy (Komposition) und A. Toudou (Harmonielehre). Seit 1898 hatte er die Organistenstelle an der Pariser Kirche Ste-Clotilde inne; seine dortigen Amtsvorgänger waren die bekannten Organisten César Franck und Gabriel Pierné gewesen. 1919 wurde Tournemire Professor für Kammermusik am Conservatoire de Paris.

## Werk
Zu seinen Lebzeiten gründete sich Tournemires Ruf vor allem auf seine Qualitäten als hervorragender Orgelspieler und -improvisator. Heute ist er vor allem durch seine acht Orchestersymphonien im Gedächtnis geblieben, hinzu kommt sein umfangreiches Werk L’Orgue Mystique (op. 55–57). Hier handelt es sich um einen Kompositionszyklus, der für jeden Sonntag im Jahreskreis fünf an die katholische Liturgie gebundene Stücke enthält, die von den entsprechenden gregorianischen Melodielinien inspiriert sind und mit flexibler Agogik interpretiert werden müssen. Aufgrund der engen Bindung an die Liturgie werden sie kaum in Konzerten gespielt. Bemerkenswert ist auch der Symphonie-Choral op. 69 für Orgel, der monothematisch angelegt ist und eine sehr komplexe, teilweise polytonale Tonsprache aufweist. Dieses Werk sowie die Symphonie sacrée zeugen von dem tief empfundenen mystischen Katholizismus Tournemires.
Der Komponist besaß ein kleines Haus auf der einsamen, sturmgepeitschten französischen Westküsten-Insel Ouessant, wo er sich gerne aufhielt. Dort, unter dem Eindruck des Tobens der Elemente, wurde er zu seinen visionären Orgelwerken inspiriert. Gerne hielt sich Tournemire in der Abtei von Solesmes und der Kathedrale von Amiens auf. Von seinen Zeitgenossen wurde er als temperamentvoll und unberechenbar beschrieben. Alle Musik, die nicht zur Verherrlichung Gottes komponiert wurde, erschien ihm sinnlos. Tournemire war auch ein berühmter Improvisator mit außergewöhnlicher Erfindungskraft, Inspiration und visionärem Ausdruck. Die Improvisation über Victimae paschali laudes, die auf Schallplatte aufgezeichnet wurde, gibt Zeugnis von seinen Fertigkeiten. Bis heute wird das Orgelwerk Tournemires zumindest in Deutschland kaum zu Gehör gebracht.
Neben seinen Orgelwerken sind auch die Douze Prélude-Poèmes für Klavier, angelegt als Meditationen über die Stationen des menschlichen Lebens, zu erwähnen. In diesem zyklischen Werk lotet Tournemire gekonnt die Resonanzen eines großen Konzertflügels aus. Tournemire schrieb ferner Opern und weitere Orchesterwerke.
Bekannte Schüler Tournemires waren Maurice Duruflé und Jean Langlais. Olivier Messiaen, dessen Stil in Tournemires Orchestersymphonien in Ansätzen bereits vorgeprägt erscheint, nannte ihn „den Meister der Arabeske“.

## Werke (Auswahl)

### Bühnenwerke
- Nittetis, tragédie lyrique in drei Akten, Op. 30; Libretto nach Pietro Metastasio; 1905–1907; zwei Fassungen für Solisten, Chor und Orchester bzw. für Klavier und reduzierte Sängerbesetzung
- Les Dieux sont morts, drame antique in zwei Akten, Op. 42; Libretto: Eugène Berteaux; 1910–1912
- La légende de Tristan, in drei Akten, Op. 53; Libretto: Albert Pauphilet; 1925–1926, Uraufführung 2022 am Theater Ulm[1]
- Le petit pauvre d'Assise (Il poverello di Assisi), 5 épisodes lyriques, Op. 73; Libretto: Joseph Péladan; 1937–1939, Uraufführung 2025 am Theater Ulm[2]

### Orchesterwerke
- Sinfonie Nr. 1, Op. 18 „Romantique“
- Sinfonie Nr. 2, Op. 36 „Ouessant“
- Sinfonie Nr. 3, Op. 43 „Moscou“, 1912–1913
- Sinfonie Nr. 4, Op. 44 „Pages symphoniques“
- Sinfonie Nr. 5, Op. 47
- Sinfonie Nr. 6, Op. 48 für Tenor, Chor, Orgel und Orchester
- Sinfonie Nr. 7, Op. 49 „Les danses de la vie“
- Sinfonie Nr. 8, Op. 51 „Le triomphe de la mort“

### Orgelwerke
- L’orgue mystique:
  - Le Cycle de Noël, Op. 55
  - Le Cycle de Pâques, Op 56
  - Le Cycle après la Pentecôte, Op. 57
- Sortie, Op. 3
- Pièce symphonique, Op. 16
- Triple Choral, Op. 41
- Choral-Poèmes pour les sept Paroles du Christ, Op. 67
- Symphonie sacrée, Op. 71
- Deux Fresques symphoniques sacrées, Op. 75/76
- Cinq Improvisations, reconstituées par Maurice Duruflé

### Harmoniumwerke
- Petites fleures musicales, Op. 66

### Klavierwerke
- Cloches de Châteauneuf-du-Faou, Op. 62

## Diskografie (Auswahl)

### Orchesterwerke

#### Sinfonien 1, 2, 3, 4, 5, 7 und 8
- Moscow Symphony Orchestra – Antonio de Almeida (1994–1995)

#### Sinfonie Nr. 6
- Orchestre Philharmonique de Liège, Chœur Symphonique de Namur, Chœur Polyphonia de Bruxelles – Pierre Bartholomée

#### Sinfonien Nr. 3 und Nr. 7
- Orchestre Philharmonique de Liège et de la Communauté Francaise, Ltg: Pierre Bartholomée 2CD AUVIDIS V 4794

### Orgelwerke

#### L’orgue mystique
- Georges Delvallée – komplett
- Sandro R. Müller – komplett (Cybele)
- Harald Feller – Nr. 3, 7, 17, 23 mit gregorianischen Gesängen (Ars Musici)
- Harald Feller – Nr. 25, mit Messiaen und Durufle